# Екозона
Екозона, біогеографічна область — найбільша за площею одиниця біогеографічного поділу поверхні Землі, що виділяється головним чином за спільністю історико-еволюційного розвитку її фауни і флори. Екозони являють собою великі ділянки земної поверхні, де флора та фауна протягом тривалого часу розвивалися у відносній ізоляції. Екозони відокремлено одну від одної великими рисами рельєфу, такими як океани, великі пустелі або гірські хребти, що створюють бар'єри для міграції тварин і рослин. Вони відповідають флористичному районуванню в ботаніці або зоогеографічним регіонам у зоології. Іншими словами, вони являють собою рослин та тварин у межах регіону, відокремленого географічними бар'єрами.
Екозони характеризуються спільною еволюційною історією рослин та тварин, що їх населяють. Здебільшого, усередині екозони флора і фауна характеризуються високим ступенем однорідності. При переході ж від однієї області до іншої спостерігається різкий зсув таксономічного складу на рівні родів і родин. Таким чином, вони відрізняються від біомів, або основних типів довкілля, які є поділом земної поверхні на основі живих організмів чи методів адаптації рослин і тварин до умов клімату, ґрунтів або інших умов. Біоми характеризуються подібними клімаксовими рослинностями, незалежно від еволюційного походження певних видів тварин та рослин. Кожна екозона може включати велику кількість різноманітних біомів. Наприклад, тропічні дощові ліси Центральної Америки можуть бути схожими на тропічні дощові ліси Нової Гвінеї за характером рослинності, кліматом, ґрунтами, і т. д., проте ці ліси населені рослинами й тваринами, що мають різне еволюційне походження.
Розповсюдження тварин і рослин екозонами Землі багато в чому визначаються тектонікою плит, тобто розповсюдженням масивів суші протягом геологічної історії.
Термін «екозона» є порівняно новим, у такому значенні традиційно вживали терміни «царство», «регіон», «біогеографічна зона» та інші[джерело?]. У деяких роботах вживали термін «континент», що приводило до непорозумінь через використання такого ж терміна в сенсі географічних континентів. Деякі автори, як-от Дж. Шульц, використовують термін «екозона» для посилання на біоми.

## Екозони за класифікацієюWWF

Мапа шести (з восьми) екозон світу:
Неарктика
Палеарктика
Афротропіка
Індомалайя
Австралазія
Неотропіка
Океанійську і Антарктичну екозони не показано

Екозони засновані переважно на біогеографічних районах за визначенням Pielou (1979) і Udvardy (1975). Група біологів, що працюють у Всесвітньому фонді дикої природи (WWF), розробила систему з восьми екозон у межах класифікації 800 екорегіонів суходолу.
- Неарктика — 22,9 млн км² (включає більшу частину Північної Америки)
- Палеарктика — 54,1 млн км² (включає більшу частину Євразії та Північну Африку)
- Афротропіка — 22,1 млн км² (включає Африку на південь від Сахари)
- Індомалайя — 7,5 млн км² (включає Афганістан, Пакистан, півострів Індостан і Південно-Східну Азію)
- Нотогея (Австралазія) — 7,7 млн км² (включає Австралію, Нову Гвінею та прилеглі острови). Північною межею цієї зони є лінія Воллеса.
- Неотропіка — 19,0 млн км² (включає Південну Америку та Вест-Індію)
- Океанія — 1,0 млн км²(включає Полінезію, Фіджі і Мікронезію)
- Антарктика — 0,3 млн км² (включає Антарктику).

## Інші класифікації
Схема WWF загалом подібна до іншого поширеного поділу — системи Удварді. Основною відмінністю між ними є розмежування між Австралазійською і Антарктичною, Океанійською та Індомалайською екозонами. За системою WWF, Австралазійська екозона включає Австралію, Тасманію, Воллесію, Нову Гвінею, Східну Меланезію, острови Нову Каледонію та Нову Зеландію. За системою Удварді, Австралазійська екозона включає лише Австралію та Тасманію; Воллесія належить до Індо-Малайської екозони, Нова Гвінея і Нова Каледонія — до Океанійської, Нова Зеландія — до Антарктичної.